# Xã Newark, Quận Webster, Iowa
Xã Newark (tiếng Anh: Newark Township) là một xã thuộc quận Webster, tiểu bang Iowa, Hoa Kỳ. Năm 2010, dân số của xã này là 311 người.